# Rhinopithèque du Tonkin
Rhinopithecus avunculus
Espèce
Statut de conservation UICN

 CR C2a(i) : 
En danger critique
Statut CITES
Le Rhinopithèque du Tonkin, (Rhinopithecus avunculus) est un singe asiatique de la famille des Cercopithecidae. Il fait partie de la liste des 100 espèces les plus menacées au monde établie par l'UICN en 2012. On dénombre en 2019 environ 160 de ces singes dans le parc national de Du Già situé dans la province de Hà Giang au Vietnam.

## Description
Du corps à la tête, il mesure de 54 à 65 cm. Sa queue est de 65 à 85 cm. Sa masse va de 8,5 à 14 kg. 
Le Rhinopithèque du Tonkin, tout comme le rhinopithèque brun, le rhinopithèque jaune doré et le rhinopithèque de Roxellane, se caractérise par un nez court aux narines orientées vers le haut et une large bouche. 
C'est la femelle qui prend l'initiative de l'accouplement.

## Répartition et habitat
Ce singe se rencontre seulement dans quelques régions situées au nord est du Viêt Nam.

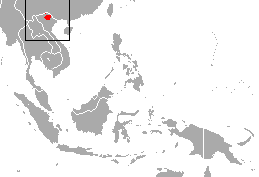
Répartition du rhinopithèque du Tonkin

## Menaces et conservation
Le rhinopithèque du Tonkin se trouve de l'an 2000 à l'an 2016 dans la liste des 25 espèces de primates les plus menacées au monde ainsi que dans la liste des 100 espèces les plus menacées au monde établie par l'UICN en 2012.